# Ламбой, Йохан
Йохан Мари Жак Юбер Ламбой (нидерл. Johan Marie Jacques Hubert Lambooij; 12 декабря 1874, Маастрихт, Нидерланды — 20 июня 1942, Гаага, Нидерланды) — нидерландский военный и государственный деятель, министр обороны Нидерландов (1928—1929).

## Биография
Являлся католическим офицером. Окончил Королевскую военную академию и Высшую военную школу. Служил в Генеральном штабе нидерландской армии.
Занимал ряд министерских постов:
- 1925—1926 гг. — военный министр, одновременно и. о. министра военно-морского флота,
- 1926—1928 гг. — военный министр и министр военно-морского флота,
- 1928—1929 гг. — министр обороны Нидерландов.

На этой должности добился объединения  армии и флота под единым командованием, став первым министром обороны страны, ввел норму об общественном расследований катастроф и аварий голландских кораблей, принял решение окончательном закрытии военно-морской верфи в Хеллевутслёйсе; безуспешно пытался противостоять сокращению военного бюджета,
В 1929—1940 гг. — бургомистр Хилверсюма.